# Сидеразот
Сидеразот (англ. siderazot; нім. Siderazot n) — мінерал, телуричний нітрид заліза. Назва — O.Silvestri, 1876. Синоніми: сильвестріт.

## Опис
Хімічна формула: Fe5N2. Очевидно, мінерал ізоморфного ряду Fe2N-Fe3N. Містить (%): Fe — 90,86; N — 9,14.
Сингонія гексагональна. Густина 3,147. Колір світло-сірий. Блиск металічний. При прожарюванні руйнується з виділенням азоту. Знайдений у вигляді тонкої кірочки на лаві при вивержені Етни (1874), а також на Везувії.